# 雲雷寺
雲雷寺（うんらいじ）は、大阪府大阪市中央区中寺にある日蓮宗の寺院である。山号は妙法山という。 旧本山は身延山久遠寺(身延門流)、寺は潮師法縁、住職は莚師法縁。付近には常国寺、蓮光寺、正法寺、圓妙寺、法性寺、寳泉寺、薬王寺、妙壽寺、本要寺、妙徳寺等日蓮宗寺院も多い。

## 歴史
天正年間（1573年 - 1591年）に雲雷房（宝塔院日宝）が開山となり、聞基檀越の両替商加嶋屋作兵衛と創建した。慶長3年（1598年）、豊臣秀吉の命令で現在地へ移転した。しかし、昭和20年（1945年）3月13日の大阪大空襲で山門を除きすべてを焼失した。現在の本堂は昭和32年（1557年）に再建されたものであり、その後に昭和39年（1964年）には庫裡が、昭和48年（1975年）には客殿がそれぞれ再建された。

## 境内
- 本堂
- 庫裡
- 客殿
- 山門

## 歴代
- 宝塔院日宝（開山）
- 瑞牙院日光（23世）

## 関連資料
- 日蓮宗新聞（2010年3月1日号）

## 公式サイト
- 雲雷寺